# Les Chasseurs
Pour les articles homonymes, voir The Hunters.
Pour plus de détails, voir Fiche technique et Distribution.
Les Chasseurs (Oι Κυνηγοί (I Kyniyí)) est un film grec réalisé par Theo Angelopoulos, sorti en 1977.
Le film fit 105 000 entrées en première exclusivité en Grèce en 1977 et fut cependant considéré comme un succès commercial.
Le gouvernement conservateur refusa à Angelopoulos le financement via le Centre du cinéma grec. Le réalisateur alla alors chercher ses financements ailleurs, auprès des télévisions allemandes et françaises. Il inaugura ainsi la pratique de la coproduction européenne pour le cinéma grec. Cela lui donna aussi une notoriété internationale.

## Synopsis
Six chasseurs issus de la bourgeoisie découvrent dans la neige le cadavre d'un résistant communiste. Leurs dépositions se transforment vite en délires hallucinatoires, retour du refoulé.

## Fiche technique
- Titre : Les Chasseurs
- Titre original : Oι Κυνηγοί (I Kyniyí)
- Réalisation : Theo Angelopoulos
- Scénario : Theo Angelopoulos et Stratis Karras
- Photographie : Yórgos Arvanítis
- Décors : Mikes Karapireris
- Costumes : Giorgos Ziakas
- Son : Thanassis Arvanitis
- Musique : Loukianos Kilaidonis
- Montage : Giorgos Triandaphillou
- Pays d'origine : Grèce
- Format : Couleurs - Mono - 35 mm
- Genre : Drame
- Durée : 168 minutes
- Date de sortie : 1977

## Distribution
- Vangelis Kazan (en) : Savas, l'hôtelier
- Betty Valassi : l'hôtelière
- Giorgos Danis : Yannis Diamantis, l'industriel
- Mairi Hronopoulou (el) : la femme de l'industriel
- Stratos Pachis : Giorgos Fandakis, l'entrepreneur
- Christoforos Nezer (en) : le politicien
- Ilias Stamatiou : Adonis Papadopoulos, l'éditeur
- Aliki Georgouli (el) : la femme de l'éditeur
- Dimitris Kaberidis (el) : le communiste
- Takis Doukakos : l'officier de gendarmerie
- Nikos Kouros (el) : le colonel
- Eva Kotamanidou : la femme du colonel
- Lounas Cherchas : le procureur
- Giorgos Tsinkos : président de la croisade anticommuniste

## Récompenses
- Festival de Cannes 1977 : Mention spéciale du jury
- Festival international du film de Chicago (1977) : Golden Hugo du meilleur film